# Alice Hamilton
Alice Hamilton (Fort Wayne, 27 de febrero de 1869-Hadlyme, 22 de septiembre de 1970) fue una médica e investigadora estadounidense, conocida por su trabajo en el campo de salud ocupacional y por ser una pionera en toxicología industrial. Fue también la primera mujer en formar parte de la facultad de Medicina de la Universidad de Harvard.
Su carrera científica se centró en el estudio de enfermedades ocupacionales y especialmente en los efectos de metales industriales y compuestos químicos a los que estaban expuesto los trabajadores industriales. Además de su trabajo científico, Hamilton fue una feminista, reformista social y defensora del bienestar social y humanitario, activista por la paz y voluntaria en Hull House en Chicago. Fue galardonada con numerosos premios y honores, siendo el más famoso el premio Lasker por sus contribuciones al servicio público.

## Orígenes

### Juventud
Alice Hamilton fue el segundo vástago de Montgomery Hamilton (1843–1909) y Gertrude (de soltera Pond) Hamilton (1840-1917). Nació el 27 de febrero de 1869 en Fort Wayne, Indiana.
Pasó su niñez con su familia en Fort Wayne, Indiana, donde su abuelo Allen Hamilton, un inmigrante irlandés, se había establecido en 1823. Este se había casado con Emerine Holman, la hija del juez del tribunal supremo de Indiana Jesse Lynch Holman en 1828 y se había convertido en un exitoso hombre de negocios, propietario y especulador inmobiliario que fue responsable de la construcción de buena parte de la ciudad. Alice creció en la propiedad familiar que abarcaba tres bloques del centro de Fort Wayne. La familia también pasó muchos veranos en la isla Mackinac, Míchigan. Mayoritariamente, la segunda y tercera generación de Hamiltons, incluyendo a la familia inmediata de Alice así como sus tíos, tías, y primos, se mantuvo a base de la riqueza heredada.
Montgomery Hamilton, el padre de Alice, había asistido a Princeton y Harvard. También estudiado en Alemania, donde conoció a Gertrude Pond, la hija de un rico importador de azúcar con la que se casó en 1866. El padre de Alice fue socio en un negocio mayorista en Fort Wayne pero la sociedad se disolvió en 1885 y él se retiró de la vida pública. A pesar de que el fracaso empresarial causó una pérdida financiera para la familia, Gertrude siguió socialmente activa en la comunidad de Fort Wayne.
Alice fue el segundo vástago de los cinco hijos de la pareja. Estos incluyeron tres hermanas (Edith, Margaret, y Norah) y un hermano (Arthur «Quint»). Las hermanas estuvieron siempre muy unidas, tanto en su niñez como durante sus carreras profesionales. Edith (1867-1963), educadora y jefa de estudios en la escuela Bryn Mawr en Baltimore, Maryland, fue una clasicista conocida por sus ensayos y libros sobre las civilizaciones griega y romana. Margaret (1871-1969), también fue educadora y jefa de estudios en Bryn Mawr. Norah (1873-1945) fue artista. Arthur (1886-1967), el Hamilton más joven, llegó a ser escritor, profesor de español y decano ayudante para alumnado extranjero en la Universidad de Illinois en Urbana-Champaign. Arthur fue el único de los hermanos en casarse aunque no tuvo ningún hijo con su esposa Mary.

### Educación

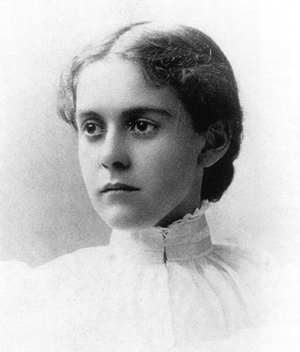
Alice Hamilton en 1893, al graduarse en medicina

Los padres de Hamilton educaron en casa a sus hijos desde una edad temprana. Siguiendo una tradición familiar entre las mujeres Hamilton, Alice completó su educación en la escuela de Jóvenes Señoritas Miss Porter en Farmington, Connecticut, de 1886 a 1888. Además de Alice, tres de sus tías, tres primas y sus tres de sus hermanas fueron alumnas de la escuela.
A pesar de que Hamilton había tenido una vida privilegiada en Fort Wayne, deseaba aportar algo para proporcionar algún tipo de servicio útil al mundo y escogió medicina como manera de ganarse la vida. Ávida lectora también citó la influencia de la literatura en su decisión, incluso pese a su falta de formación científica: «quise ser un médico misionero en Teherán, habiendo sido fascinada por la descripción de Persia en la obra de O'Donovan El Oasis de Merv. Dudé de si podría ser bastante buena para llegar a ser una misionera de verdad, pero si me podía preocupar del enfermo, aquello haría en cambio.»
Después de regresar a Indiana tras estudiar en Connecticut, estudió ciencias con un profesor de instituto en Fort Wayne y anatomía en la Universidad de Medicina de Fort Wayne un año antes de matricularse en la escuela médica de la Universidad de Míchigan en 1892. Obtuvo el graduado universitario en medicina en 1893.
Entre 1893-1894, después de la graduación de la escuela médica, completó residencias en el Hospital Northwestern para Mujeres y Niños en Minneapolis y en el Hospital de Nueva Inglaterra para Mujeres y Niños de Roxbury, un barrio suburbano de Boston, Massachusetts, para obtener alguna experiencia clínica. Desinteresada en la práctica médica, regresó a la Universidad de Míchigan en febrero de 1895 para estudiar bacteriología como ayudante de laboratorio de Frederick George Novy. También comenzó a desarrollar interés en la salud pública.
En el otoño de 1895, Alice y su hermana mayor Edith viajaron a Alemania. Alice planeaba estudiar bacteriología y patología siguiendo el consejo de sus profesores en Míchigan, mientras Edith buscaba estudiar a los clásicos y asistir a conferencias. Las hermanas afrontaron cierta oposición a sus esfuerzos por estudiar en el extranjero. A pesar de que Alice fue bienvenida en Fráncfort, sus peticiones de estudiar en Berlín fueron rechazadas y experimentó prejuicios misóginos cuándo las dos hermanas estudiaron en las universidades de Múnich y Leipzig.
Cuando Alice regresó a los Estados Unidos en septiembre de 1896, continuó los estudios de posgrado durante un año en la Universidad Johns Hopkins, donde trabajó con Simon Flexner.

## Carrera

### Años en Hull House
En 1897 aceptó una oferta para ocupar el puesto de profesora de patología en la escuela Médica Femenina de la Universidad del Noroeste. Poco después de su traslado a Chicago, Illinois, cumplió con su ambición de prestar servicio social y se convirtió en miembro y residente de Hull House, el asentamiento fundado por las reformistas sociales Jane Addams y Ellen Gates Starr. Mientras Hamilton enseñaba e investigaba en la universidad, durante el día mantenía una activa vida en Hull House, su residencia de 1897 a 1919. Hamilton llegó a ser la médica personal de Jane Addams y dedicó su tiempo en Hull House a enseñar inglés y arte. También gestionó la esgrima masculina y los clubes de atletismo, dirigió una clínica infantil y visitaba enfermos en sus casas. A pesar de haber sido apartada de Chicago en 1919 cuándo aceptó un puesto de profesora ayudante en la Escuela Médica Harvard, Hamilton regresó a Hull House cada primavera y se hospedó allí varios meses hasta el fallecimiento de Addams en 1935.
A través de su trabajo en Hull House y la convivencia con los residentes pobres de la comunidad, constató los efectos nocivos que los oficios de riesgo tenían en la salud de los trabajadores, especialmente a través de la exposición al monóxido de carbono y el saturnismo o envenenamiento por plomo. Como resultado, aumentó su interés en la medicina laboral y en las enfermedades y daños ocupacionales. Como resultado de la experiencia en el ámbito de la salud laboral consideró unir sus intereses en la ciencia médica y la reforma social mediante la mejora de la salud de los trabajadores estadounidenses.
Cuándo la escuela médica femenina cerró en 1902, obtuvo un puesto como bacterióloga en el Instituto para Enfermedades Contagiosas, continuando con los estudios en el Instituto Pasteur en París, Francia, e investigando sobre una epidemia tifoidea en Chicago antes de centrar su investigación en enfermedades industriales. Algunos de los trabajos tempranos de Hamilton en esta área fueron intentos de identificar las causas de la fiebre tifoieda y la tuberculosis en el entorno de Hull House. Su trabajo sobre la fiebre tifoide en 1902 llevó a la sustitución del inspector jefe sanitario del área por la Junta Sanitaria de Chicago.
El estudio de la medicina industrial (enfermedades relativas al trabajo) era un campo en auge porque la Revolución Industrial de finales del siglo XIX había engendrado nuevos peligros en el entorno laboral. En 1907 inició el estudio de la literatura existente en el extranjero y observó que la medicina industrial estadounidense llevaba retraso respecto a Europa. Publicó el primer artículo sobre la materia en 1908.

### Investigaciones médicas
Empezó la carrera en salud pública y seguridad laboral en 1910, cuando el gobernador de Illinois Charles S. Deneen la nombró parte de la recientemente formada Comisión de Enfermedades Ocupacionales de Illinois como revisora médica. Hamliton lideró las investigaciones de la comisión, centrada en los venenos industriales como el plomo y otras sustancias tóxicas. También fue autora de la Encuesta de Illinois, el informe con el que la comisión documentó sus hallazgos sobre procesos industriales que exponían a trabajadores a envenenamiento por plomo y otras enfermedades. Los esfuerzos de la comisión dieron como resultado las primeros leyes de compensación a trabajadores en Illinois en 1911 e Indiana en 1915, además de leyes sobre enfermedades ocupacionales en otros estados. Las nuevas leyes obligaron a los empresarios a tomar precauciones de seguridad para proteger a sus trabajadores.
Para 1916 Hamilton era la principal autoridad en Estados Unidos en lo que a envenenamiento por plomo respectaba. Durante la década siguiente investigó una amplia gama de asuntos de salud estatal. Centró las exploraciones en los desórdenes tóxicos ocupacionales, examinando los efectos de sustancias como los tintes de anilina, el monóxido de carbono, el mercurio, el tetraetilo de plomo, el radio, el benceno, el sulfuro de carbono y el sulfuro de hidrógeno. En 1925, en una conferencia de Servicio de Salud Pública en el uso de plomo en la gasolina, testificó en contra del uso del plomo advirtiendo del peligro que suponía para las personas y el medio ambiente. No obstante, el uso de la gasolina con plomo fue permitido. La Agencia de Protección Ambiental estimó en 1988 que en los sesenta años previos 68 millones de niños padecieron una alta exposición tóxica al plomo de los combustibles. Su trabajo en la fabricación de pinturas con plomo como investigadora especial de la Agencia de EE. UU. de Estadísticas Laborales, está considerado un hito. Confiando principalmente en la «epidemiología de cuero de zapato» (su metodología basada en visitas personales a fábricas, entrevistas con trabajadores y recopilación de diágnosticos de casos de envenenamiento) y en la naciente ciencia de la toxicología, Hamilton fue una pionera de la epidemiología ocupacional y la higiene industrial. También inició el campo de la medicina industrial en los Estados Unidos. Los hallazgos que realizó en este campo tuvieron una importante influencia y fueron claves para cambiar leyes y prácticas generales en pro de la salud de los trabajadores.
Durante la Primera Guerra Mundial, el Ejército de EE. UU. le encargó solucionar una dolencia misteriosa que afligía a los trabajadores de una planta de municiones en Nueva Jersey. Lideró a un equipo que incluía a George Minot, Profesor en Harvard, dedujo que los trabajadores enfermaban a través del contacto con el explosivo trinitrotolueno (TNT). Las recomendaciones que hizo para que los trabajadores para que llevaran ropa protectora que debía ser lavada al final de cada turno de trabajo solucionaron el problema.
Investigó sobre el envenenamiento por monóxido del carbono entre los trabajadores del acero estadounidenses, el envenenamiento por mercurio de los sombrereros y una enfermedad que debilitaba la mano de los operarios de martillos hidráulicos. A petición del Departamento de Trabajo de EE. UU., también investigó las industrias de explosivos, «la anemia espástica llamada "dedos muertos" entre los cortadores de caliza de Bedford, Indiana» y la «inusualmente alta incidencia de tuberculosis pulmonar» entre los talladores de lápidas de las industrias de granito de Quincy (Massachusetts) y Barre (Vermont). Fue también miembro del Comité para la Investigación Científica de la Mortalidad por Tuberculosis en Comercios Contaminantes, cuyos esfuerzos «pusieron los cimientos para estudios ulteriores y la reforma final de la industria.»

### Activista por la paz y los derechos de las mujeres
Durante los años que pasó en Hull House, Hamilton había estado activa en movimientos pacifistas y feministas. Viajó con Jane Addams y Emily Greene Balch al Congreso Internacional de Mujeres de 1915 en La Haya, donde conocieron a Aletta Jacobs, una pacifista feminista y sufragista neerlandesa. Imágenes históricas redescubiertas muestran a Addams, Hamilton y Jacobs ante la puerta de Brandenburgo en Berlín el 24 de mayo de 1915, durante una visita a dirigentes alemanes. También visitaron la Bélgica ocupada por los alemanes.
Regresó a Europa con Addams en mayo de 1919, para asistir al segundo Congreso Internacional de Mujeres en Zúrich, Suiza. Además, Hamilton, Addams, Jacobs y la quáquera Carolena M. Wood participaron en una misión humanitaria de ayuda a Alemania para distribuir alimentos e investigar informes de hambruna.

### Profesora en Harvard
En enero de 1919 aceptó un puesto como profesora ayudante en el recientemente formado Departamento de Medicina Industrial (desde 1925 Escuela de Salud Pública) en la Escuela Médica Harvard, siendo la primera mujer profesora en Harvard. Su nombramiento fue saludado por el New York Tribune con el titular: «Una mujer en Harvard - La última ciudadela ha caído - El sexo ha venido». A lo que respondió: «Sí, soy la primera mujer en la facultad de Harvard - ¡pero no la primera que debería haber sido nombrada!».
Durante los años que pasó en Harvard, de 1919 hasta su jubilación en 1935, nunca recibió un ascenso y solo fue renovada mediante contratos temporales de tres años en tres años. A petición suya, los nombramientos fueron a tiempo parcial un semestre por año ,de forma que pudiera compatibilizarlo con su labor de investigación y el voluntariado en Hull House. Hamilton también sufrió discriminación por ser mujer. Fue excluida de actividades sociales, no pudo entrar en la Harvard Union, el club de la facultad o recibir los extras que recibían los profesores como entradas de fútbol. Además, no pudo participar en la marcha de la ceremonia inaugural de la universidad como sus compañeros varones.
Atrajo significativas donaciones a Harvard mientras continuó con sus investigaciones sobre los riesgos laborales. Además de publicar investigaciones sobre los mineros de cobre de Arizona y sobre los cortadores de caliza en las canterias de Indiana que fueron «hitos para el departamento de trabajo de los Estados Unidos», Escribió Industrial Poisons in the United States (1925), el primer libro de texto sobre la materia, y Industrial Toxicology (1934). At tetraethyl lead conference in Washington, D.C. en 1925. Fue la mayor detractora del uso de tetraetilo de plomo como aditivo para la gasolina.
Continuó siendo una activista en pro de la reforma social. Se interesó específicamente en las libertades civiles, el pacifismo, el control de la natalidad y la legislación laboral femenina siendo tildada de radical y subversiva. De 1924 a 1930 fue la única mujer en el comité de salud de la Liga de las Naciones. Visitó la Unión Soviética en 1924 y la Alemania nazi en abril de 193?. Escribió Los jóvenes que son la fuerza de Hitler, un artículo publicado en el The New York Times que describía la explotación nazi de los jóvenes en el periodo de entreguerras. También criticó la educación nazi, y especialmente la formación doméstica para las niñas.

## Últimos años
Después de su jubilación de Harvard en 1935, fue asesora médica en la División de EE. UU. de Estándares de Trabajo. En su último estudio de campo, hecho entre 1937-1938, investigó la industria de la viscosa del rayón. Además fue presidenta de la Liga Nacional de Consumidores de 1944 a 1949.
Pasó los últimos años de su jubilación en Hadlyme, Connecticut, en la casa que había adquirido en 1916 con su hermana Margaret. Hamilton siguió activa como escritora durante. Su autobiografía, Explorando las industrias peligrosos, fue publicada en 1943. Hamilton y Harriet Hardy fueron coautoras de Toxicología Industrial revisada (1949), el libro de texto que Hamilton había escrito en 1934. Empleó parte de su tiempo en la lectura, el dibujo y así como en actividades sociales y familiares.

## Fallecimiento y legado
Falleció de un infarto en su casa en Hadlyme, Connecticut, el 22 de septiembre de 1970 a los ciento un años y fue enterrada en el cementerio Cove en Hadlyme.
Investigadora incansable y todo un símbolo en la lucha contra el uso de sustancias tóxicas en los lugares de trabajo, a los tres meses de su fallecimiento en 1970, el Congreso de EE. UU. aprobó la ley de seguridad ocupacional y salud para mejorar la seguridad laboral en los Estados Unidos.

## Reconocimientos y premios
- Títulos honoríficos de las Universidades de Míchigan, Mount Holyoke College y Smith College.[56]
- Fue incluida en el American Men in Science: A Biographical Dictionary (1906).[57]
- 1935: Eleanor Roosevelt to Hamilton the Chi Omega women's fraternity's National Achievement Award.[58]
- 1947: Hamilton se convirtió en la primera mujer en ganar el Premio Lasker por sus contribuciones al servicio público.[56][59]
- 1956: la revista TIME le nombró Mujer del año en medicina .[60]
- 1973: miembro del National Women's Hall of Fame, a título póstumo.[61]
- 27 de febrero de 1987: el National Institute for Occupational Safety and Health le dedicó sus instalaciones bajo el nombre de Alice Hamilton Laboratory for Occupational Safety and Health. El instituto también creó el premio anual al recnonocimiento de la excelencia en el trabajo de campo en su honor.[62]
- 1995: el Servicio Postal de los Estados Unidos le dedicó un sello conmemorativo de 55 centavos en la serie de Grandes Estadounidenses.[63]
- 2000: la ciudad de Fort Wayne, Indiana, dedicó estatuas a Alice, su hermana Edith y su prima Agnes en el parque de Headwaters.[41]
- 21 de septiembre de 2002, la American Chemical Society nombró a Hamilton y a su trabajo en toxicología como National Historic Chemical Landmark en reconocimiento a su papel pionero en medicina laboral.[21]
- Hamilton ha sido tildada de pionera del medioambientalismo.[64] La división de medicina ocupacional y ambiental de la Universidad de California en San Francisco celebra una conferencia anual en su honor.[65]
- Desde 1997 la American Society for Environmental History ha otorgado el premio Alice Hamilton al mejor artículo publicado fuera del Environmental History.[66]

## Trabajos selectos
Libros:
- Industrial Poisons in the United States (1925)[43]
- Industrial Toxicology (1934, rev. 1949)[3]
- Exploring the Dangerous Trades: The Autobiography of Alice Hamilton, M.D. (1943).[50]

Artículos:
- Hitler Speaks: His Book Reveals the Man, Atlantic Monthly (abril de 1933)[41]
- The Youth Who Are Hitler's Strength, New York Times, 1933[47]
- A Woman of Ninety Looks at Her World, Atlantic Monthly (1961)[56]